# I
I je deseta črka slovenske abecede.

## PomeniI
- V matematiki
  - i označuje imaginarno enoto.
  - I označuje enotsko matriko.
- I je simbol za kemijski element jod.
- V fiziki in elektrotehniki, označuje I spremenljivko za  električni tok. Tam se imaginarna enota označuje z j.
- I je mednarodna avtomobilska oznaka Italije.
- Kot rimska številka, I pomeni ena.
- V strojništvu in gradbeništvu
  - I označuje vztrajnostni moment.
  - I profil je označuje običajno jeklen profil, katerega presek je podoben veliki tiskani črki I.
- v biokemiji je I enočrkovna oznaka za aminokislino izolevcin